# 武田あかね
武田 あかね（たけだ あかね、1965年3月20日 - ）は、モデル。カロスエンターテイメント所属。京都府宇治市出身。

## 人物
京都府宇治市生まれ。モデル、読者モデル。日本フードアナリスト協会・評議委員。趣味は温泉、ウォーキング、料理、登山、ヨガ、ポケモンGO、洗濯。
1992年10月に細見昇市と共に株式会社キイストンを設立。飲食業界に特化した人材採用を中心に事業を展開している。
2008年に株式会社ミストラルを設立。

## 出演

### 広告
- ヤマハ大人の音楽レッスン（2010年）
- としまえん「TSM48」ポスター（2010年7月）
- 東芝メディカルシステム（2011年9月）
- 主婦の友 田村俊人監修ムック本「最強引き上げベルト」表紙モデル（2012年8月）
- ヴァーナル（ヘアカラートリートメント）（ 2012年10月）
- 久光製薬web（2013年3月）
- 顔ツボ化粧品 BBクリーム（2013年5月）
- ドクターシーラボ シーラバー倶楽部、premium（2014年7・8月）
- TESCOM リッチスタイル（ドライヤー）（2015年11月）
- Nesle boost（2017年8月）
- アドレンズジャパン（2017年9月）
- 花王BIORE×篠山紀信（2018年6月）
- DHC（2018年6月）
- 京王の写真室ポスター（2018年9月）
- 第一三共ヘルスケア ポスター（2018年9月）
- 東急スポーツオアシス らくティブ（web、スチール）（2019年3月）
- フリードヘア（web,紙媒体）（2020年6月・2021年4月）[2]

### CM
- アメリカンホームダイレクト 総合医療タイプ・終身型 TVCM（2009年）
- SONY「だから私はXperia」webCM（2015年5月）
- NTT東日本 マイナンバー TVCM（2016年4月）
- 東急コミュニティー corekara（2016年4月）
- メディプラス webCM（2017年1月）[2]
- ビタブリッドCフェイス　年齢ギャップ篇（2022年6月）[7]

### ラジオ
- KBS京都 山崎弘士の人めぐり・音めぐり｢日本の飲食業界のおもてなし｣ （2006年12月）
- FM横浜 Pandra-x「若者の面接事情（こうすれば受かる!）」（2010年2月）[2]
- 渋谷クロスFM 「アリス矢沢透の飲食応援団！」ゲスト（2021年6月）
- 渋谷クロスFM 「アリス矢沢透の飲食応援団！」MCアシスタント（2022年8月・10月・11月）[8]

### ドラマ
- 牙狼(GARO) 　第17話 金城一家役　(2013年、テレビ東京)
- 株価暴落　第2話 (2014年10月、WOWOW)
- MOZUスピンオフ大杉探偵事務所　美しき標的編　秘書役　(2015年11月、WOWOW・TBS）[2]

### 講演
- 跡見女子学園大学 特別講師「女性の生き方 ココだけの話」（2009年7月）
- 東京女学館中学校 講師「15歳のハローワーク・モデル部門」（2017年2月）[2]

### 司会
- 桂由美 銀座三越ブライダルフロアショー（2011年2月）
- 映画「NORINTEN」稲塚権次郎物語 特別試写会 憲政記念館（2015年9月）
- 映画「ユウカイ犯」角川恭弥監督 あしたのSHOWアシスタント（2020年7月）[2]